# Koháry család
A herceg és gróf csábrági és szitnyai Koháry család egy ősrégi magyar nemesi család, neve a magyar történelemben előkelő helyen szerepel.

A Koháry család grófi címere

## Története
Hont vármegye keleti határán, ott, ahol az Ipoly a vármegye területére lép fekszik a mai Kóvár helység. Kóvár, mint általában az Ipoly vidéke, a Hont-Pázmány nemzetség ősi birtoka. E nemzetség első tagjairól, Hont és Pázmány lovagokról kapta nevét (habár csak Hont leszármazottai alkották ezt a nemzetséget, ugyanis Pázmánynak nem volt utóda), akik 983 körül érkeztek hazánkba. Sokáig német származásúnak tartották őket (ez a feltevés még ma is igen népszerű), de valójában inkább itáliai lovagokról van szó, hiszen a családban fellelhető nevek (Bény, Lampert stb...) ezt valószínűsítik, ezenkívül a források sehol sem említik őket német származásúnak (A Hunt-Patzman név csak a jóhiszemű másolók elírása volt). Később első királyunk, Szent István testőrségének parancsnokaiként harcoltak annak oldalán Koppány ellen. Szolgálatukért cserébe, István király hatalmas birtokokat adományozott nekik a Felvidéken.
Említésre méltó, hogy Hont egyik dédunokája, Lampert olyan magasra emelkedett a ranglétrán, hogy elnyerhette Szent László magyar király húgának a kezét. Később Lampert, ahogy az a korabeli gazdag családoknál szokásban volt, kolostort alapított, mégpedig Hont vármegyében, Bozókon.
Az évszázadok során a nemzetség egyre nőtt és ágakra vált szét. Míg egyes ágak tagjai az ország leghatalmasabb földesurai közé emelkedtek, mások beleolvadtak a köznemesség soraiba. A tatárjárás után tűnik fel a Kóvári és Kicsalomjai ág, melynek őse Lampert egri püspök (1246–1275) testvére Miklós. Miklósnak két fia közül Pázmány a Kóvári, Miklós, pedig a Kiscsalomjai család ősatyja. Pázmány fia László 1338-ban királyi emberként már a Kóvári nevet viseli. Unokája Pál (1388–1425) Garai Miklós nádor ítélőmestere volt. Az ő unokáját, Györgyöt (aki 1472-ben Mátyás király udvarnoka volt) tartják a források a mai Koháry család ősének (Nobilis Georgius Koháry Matthiae Corvini Regis Hungariae Aulicus).

### A család emelkedésének megalapozói
A mohácsi vész nemcsak hazánk politikai történetének szomorú fordulópontja, hanem egyúttal jelentékeny hatással volt egy új, hatalmas főnemesség kialakulására is. Az ellenkirályok korszakában dúló pártküzdelmek, a török hatalom rohamos terjeszkedése, a folytonos harcok számos, a középkorban virágzó nemzetség sírját ásták meg. A sors számos új és addig ismeretlen családot segített fényhez, hatalomhoz, de a régi nemzetségek sarjai közül is többnek sikerült hatalmat, vagyont, tekintélyt szerezni, e korban, melyben a bátorság, a személyes vitézség, kitartás mindenkinek utat nyitott az emelkedésre.
Benedek: Nem sok adatunk van róla, Koháry György fia, mint II. Ulászló udvari nemeseként említik. (Benedictus Kohary sub Uladislai Regis Hungariae Aulae familiaris 1510.)
Imre: Egy ősi nemzetség leszármazottjaként, köznemesként lép elénk, de kardjával hamar tekintélyt szerez nevének. Amikor Koháry Imre a szereplés terére lépett a Dunántúlt láng és vérözön borította el. A Duna-Tisza köze pedig már török iga alatt nyögött. Először az egri hős Dobó István alatt szolgál Léván. Ezután Korpona alkapitánya, majd Csábrág várába került. Ott is halt meg, 1574-ben. Gazdag házassága révén (ráhói Jákóffy Kata) jelentősen növelte a családi birtokokat.
A Koháry család számos jeles katonát, országnagyot és főispánt adott Magyarországnak.

### Rangemelések

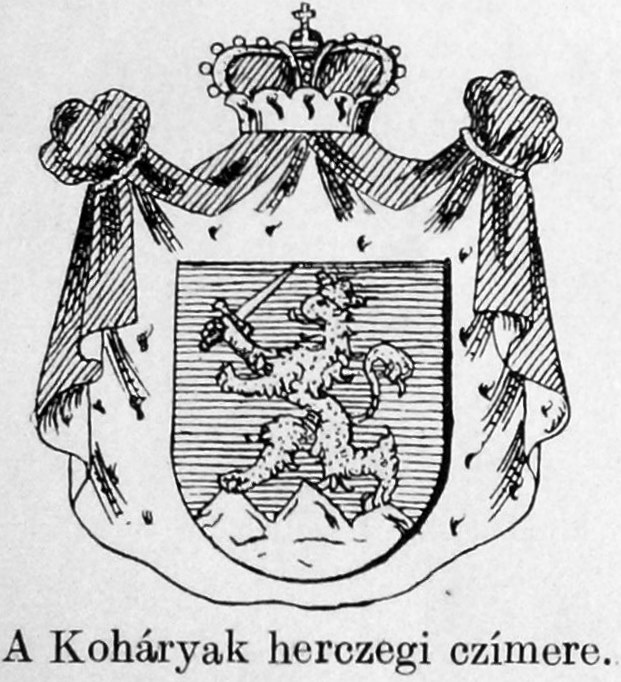
A Koháry család hercegi címere

A bárói rangot 1616. február 15-én II. Mátyás király adta Koháry I. Péternek.
Grófi ranggal 1685. július 15-én I. Lipót Koháry II. Istvánt, Koháry Farkast és Koháry I. Jánost jutalmazta. A fent említett három fiún kívül volt még egy fiú testvér Koháry I. Gábor, aki ekkor mint bencés szerzetes a világtól elvonultan élt, így a grófi rangot az uralkodó rá nem terjesztette ki.
Az utolsó rangemelésre 1815. november 15-én került sor, amikor is Koháry Ferenc József grófot I. Ferenc király osztrák birodalmi hercegi rangra emelte.

## Utódai

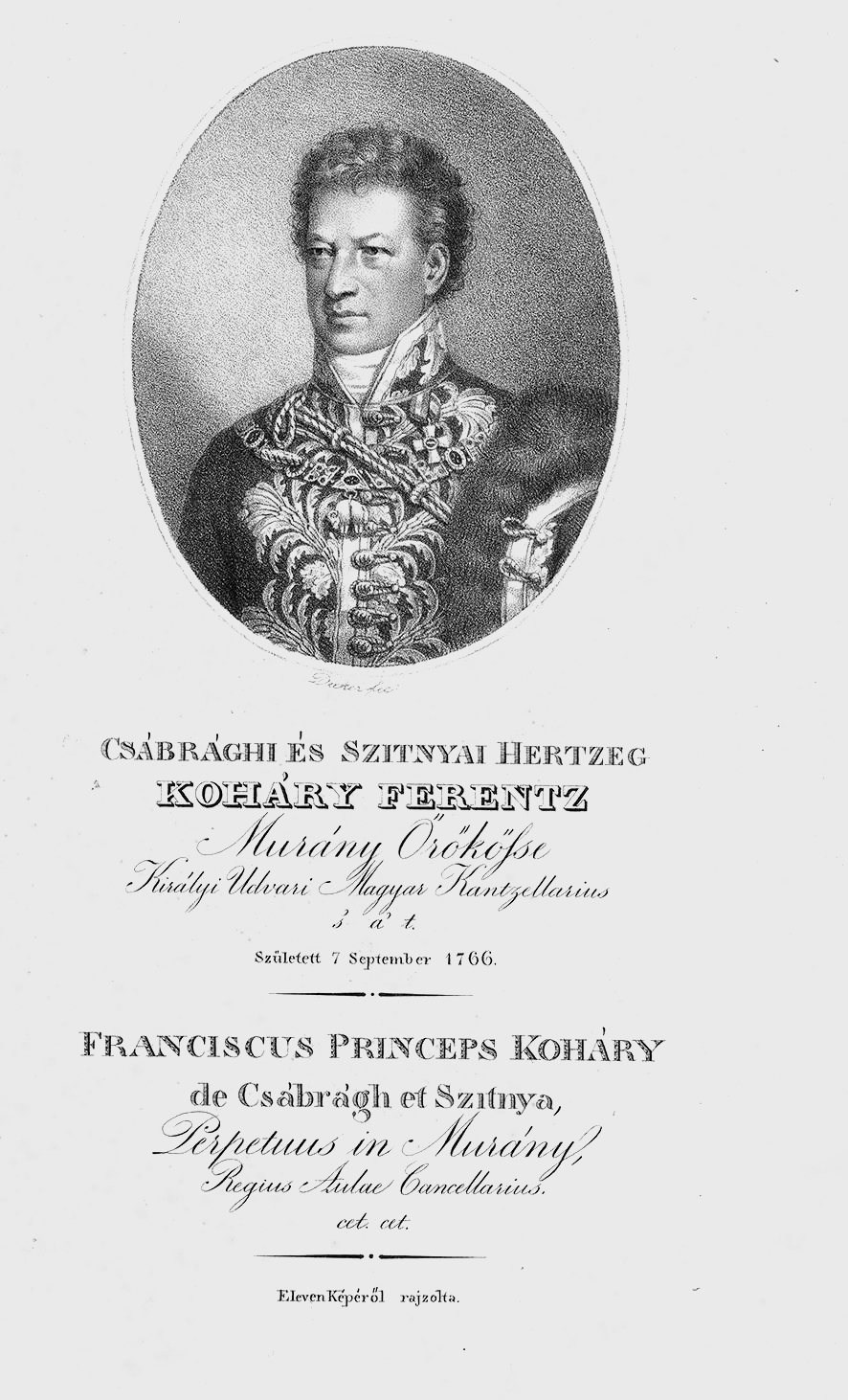
Koháry Ferenc József

1826-ban Koháry Ferenc József halálával férfiágon kihalt a Koháry család, mert az ősiség törvénye szerint a lánya, Koháry Antónia nem örökölhetett, és így a Koháryak öröksége, birtokaik, címeik a királyra, I. Ferencre szálltak vissza, aki viszont 1827-ben Koháry Ferenc József vejének, Koháry Antónia férjének, szász-coburg-gothai Ferdinánd hercegnek adományozta mindezt, honfiúsította és a magyar főnemesség soraiba emelte, aki így tagja lett a főrendi táblának is. Koháry Antónia legidősebb fia, Ferdinánd 1836-ban feleségül vette II. Mária portugál királynőt, és fiuk, Péter születése után, 1837-ben megkapta a Portugália királya címet, és utódaik 1910-ig uralkodtak Portugáliában. Ferdinánd portugál király házasságkötésekor lemondott a Koháry-örökségről Ágost öccse javára, akinek a legkisebb fia, Ferdinánd herceg 1887-től Bulgária hercege, majd 1908-tól cárja, és ez az ág vitte tovább a Koháry nevet. A család 1946-ig uralkodott Bulgáriában, II. Simeon trónfosztásáig, aki 2001-től 2005-ig Bulgária miniszterelnöke is volt.

## Birtokstatisztika
A Koháry család mindig igyekezett birtokait növelni. Az uralkodók iránti hűség
jutalmaként az évszázadok folyamán hatalmas kiterjedésű birtoktest alakult ki. Koháry II. István a Wesselényi-összeesküvés leleplezése után darabokban megszerezte magának a Wesselényi és a Péchy család elkobzott birtokait, többek között Murány várát is.

### Az egykor a család tulajdonában levő uradalmak

#### Gömör vármegyeiuradalmak
- murányi uradalom : 88 725 katasztrális hold
- balogvári uradalom: 16 426 kat. hold

Az összes terület Gömör megyében 112 000 kat. hold

#### BorsodésHeves vármegye
- cserépvári uradalom: 23 808 kat. hold
- edelényi uradalom: 7000 kat. hold
- hevesi uradalom: 6400 kat. hold

#### Nógrád vármegye
- persei uradalom: 12 463 kat. hold

#### Hont vármegye
- szentantali uradalom: 20 860 kat. hold

#### Pest vármegye
- pusztavacsi uradalom: 18 912 kat. hold
- 1830 előtt Kecskemét egész területe

Ezenkívül nagy birtokokkal rendelkezett a család Alsó-Ausztriában (Walterskirchen, Ebenthal), Szepes vármegyében, Bars vármegyében. A család tulajdonában hatalmának csúcspontján (1831-ben lezárult időszak, amikor Kecskemét kiváltotta magát az úrbéri fennhatóság alól), összesen körülbelül 260 000 kat. holdnyi (150 000 hektár) terület volt.
A család számos várat bírt örökös adományként, úgymint Csábrág, Szitnya, Murány, Fülek, Drégely, Szécsény várát. Ezen kívül sok kastélyt birtokolt, úgymint Szentantal, Pohorella, Edelény, Jolsva, Vámosbalog, Kistapolcsány, Walterskirchen, Ebenthal stb. Palotát Pozsonyban, Bécsben, kettőt Pesten (az egyik az Andrássy út 96. szám alatt még ma is áll, a másik palotát, amely egykor a Ferenc József (ma Széchenyi) téren állt 1906-ban lebontották). Magyarországon 1920 előtt birtokállományát tekintve a második, a Monarchia harmadik legnagyobb birtokteste jött létre. A trianoni békeszerződés miatt a családi birtokállomány a hatodára csökkent, s az 1943-as birtokösszeírások szerint ekkor már „csupán” 43 000 kat. holdat tett ki.

## Jelentősebb tagjai
1. Koháry Péter (1564–1629)
  1. Koháry István (1616–1664)
    1. Koháry István (1649–1731)
    2. Koháry Farkas (1650–1704)
      1. György (1688–1716)
      2. Koháry II. János (1689–1717)
      3. Koháry András József (1694–1757)
        1. Koháry Miklós (1721–1769)
        2. Koháry Ignác József (1726–1777)
          1. Koháry Ferenc József (1767–1826)
            1. Koháry Mária Antónia (1797–1862)

          2. Koháry János (1733–1800)

    3. I. János (1657. június 13. – 1690)

## Genealógia
- Nagy Iván szerk.: Magyarország családai czímerekkel és nemzékrendi táblákkal, Pest, Beimel, 1857